# Herb województwa kaliskiego
Herb województwa kaliskiego – herb ziemski, pierwotny herb Wielkopolski właściwej (województwa kaliskiego i poznańskiego), element herbu Korony Królestwa Polskiego w latach 1386–1501, herb województwa kaliskiego (1314–1793), województwa kaliskiego w Królestwie Kongresowym (1816–1837), guberni kaliskiej (1837–1844), element herbu guberni warszawskiej (1844–1869), a także herb Kaliskiego i wschodniej Wielkopolski.

## Blazonowanie
Herb przedstawiał w polu szachowanym srebrno-czerwonym głowę bawołu (tura lub żubra) czarną, w koronie złotej pomiędzy rogami i ze złotym kolcem w nozdrzach.
Mobilia: bawół – symbol szlachetności, mocy, opieki nad słabszym; korona – symbol mocy, siły, udostojnienia, nagrody za wyjątkowe męstwo (nadawany przez monarchę).

### Opisy w źródłach historycznych
Ziemia kaliska czwarta, nosi ukoronowaną głowę żubra, z pierścieniem zwisającym z nosa, na szachownicy częściowo białej, a częściowo czerwonej.

Województwo kaliskie nosi głowę bawolą na szachownicy w koronie złotej, pola czerwone i białe, pierścień przez nozdrza.

Woiewodztwo Káliskie nośi Zubrza głowe, máiac Korone złota miedzy rogámi, przez nozdrze kołko, pole wszystko iáko száchownicá, białłe y cżerwone.

Herbem jego była Wieniawa, t. j. głowa żubra w koronie z pierścieniem, przechodzącym przez nozdrza, na polu w szachownicę z barwy białej i czerwonej ułożonem.

## Historia

### W Królestwie Kongresowym
Historyczny herb ziemi kaliskiej został w XIX wieku włączony wraz ze zmodyfikowanymi herbami ziemi wieluńskiej oraz województwa sieradzkiego w herb nowego województwa kaliskiego.

### II Rzeczpospolita
Według przygotowanego w 1928 roku projektu rozporządzenia prezydenta II Rzeczypospolitej herb dawnego województwa kaliskiego miał stanowić część herbu województwa łódzkiego.

### Współcześnie
Dawny herb województwa kaliskiego na tarczy hiszpańskiej jest dziś herbem powiatu kaliskiego. Można go też odnaleźć w herbie powiatu krotoszyńskiego.

## Galeria

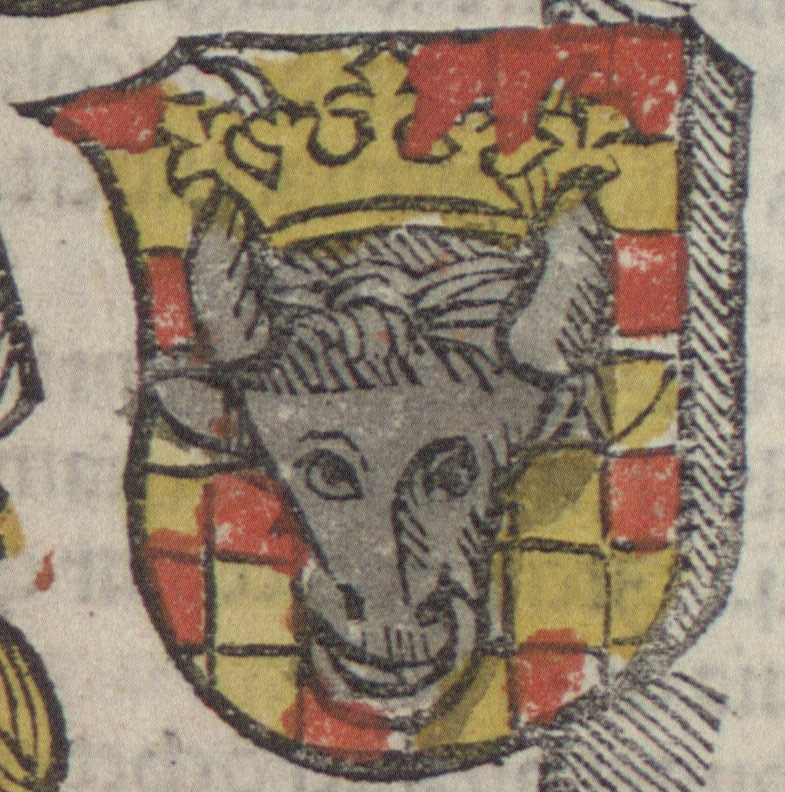
Herb ziemi kaliskiej w Statucie Łaskiego z 1506 roku
Herb województwa kaliskiego w herbarzu Kaspra Niesieckiego (1743)
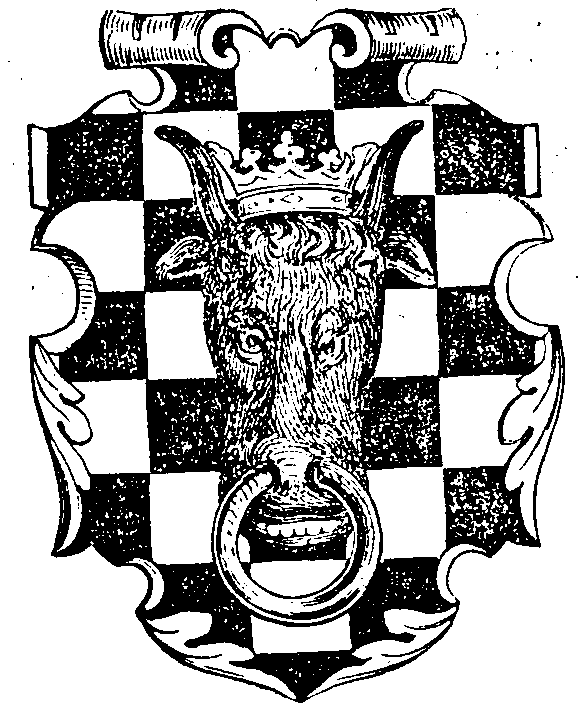
Herb województwa kaliskiego w XIX-wiecznym wydaniu herbarza Bartosza Paprockiego (1858)
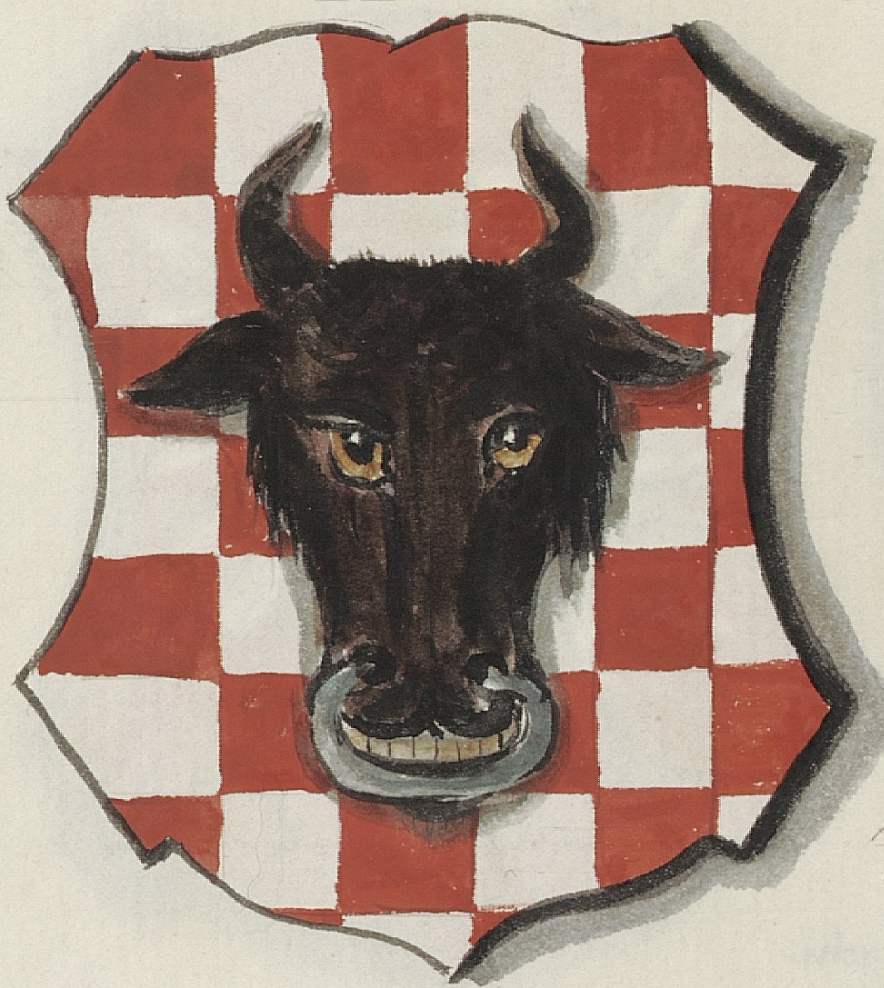
Herb województwa kaliskiego w herbarzu Bolesława Starzyńskiego (1875–1900)
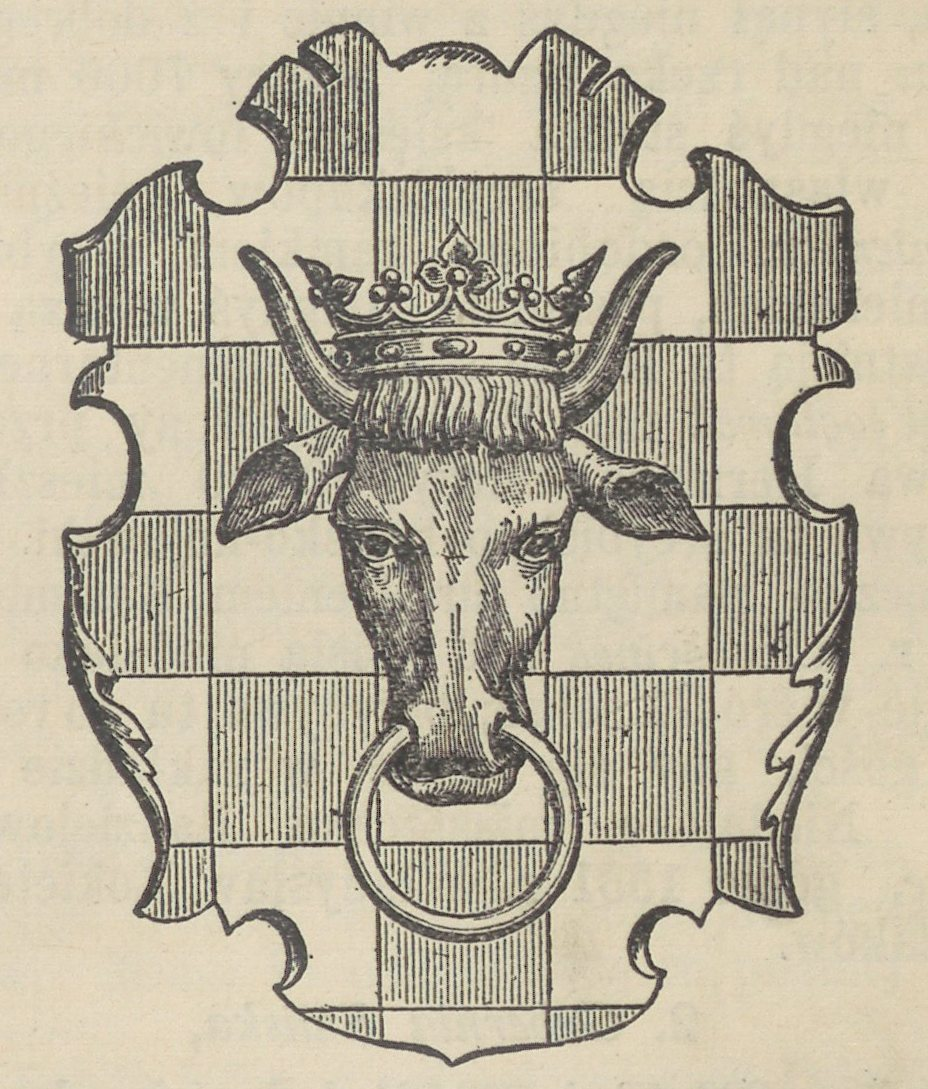
Herb województwa kaliskiego w Podręczniku geografii ojczystej Wł. Dyniewicza (1894)
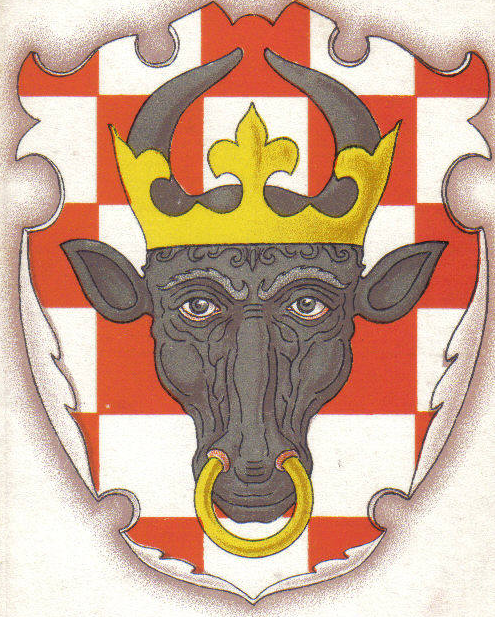
Herb województwa kaliskiego w wykonaniu Stanisława Eljasz-Radzikowskiego na jednej z pocztówek z 1910 roku wydanych przez Towarzystwo Szkoły Ludowej
Herb województwa kaliskiego w czasach Kongresówki